# المؤتمر الصهيوني الثاني

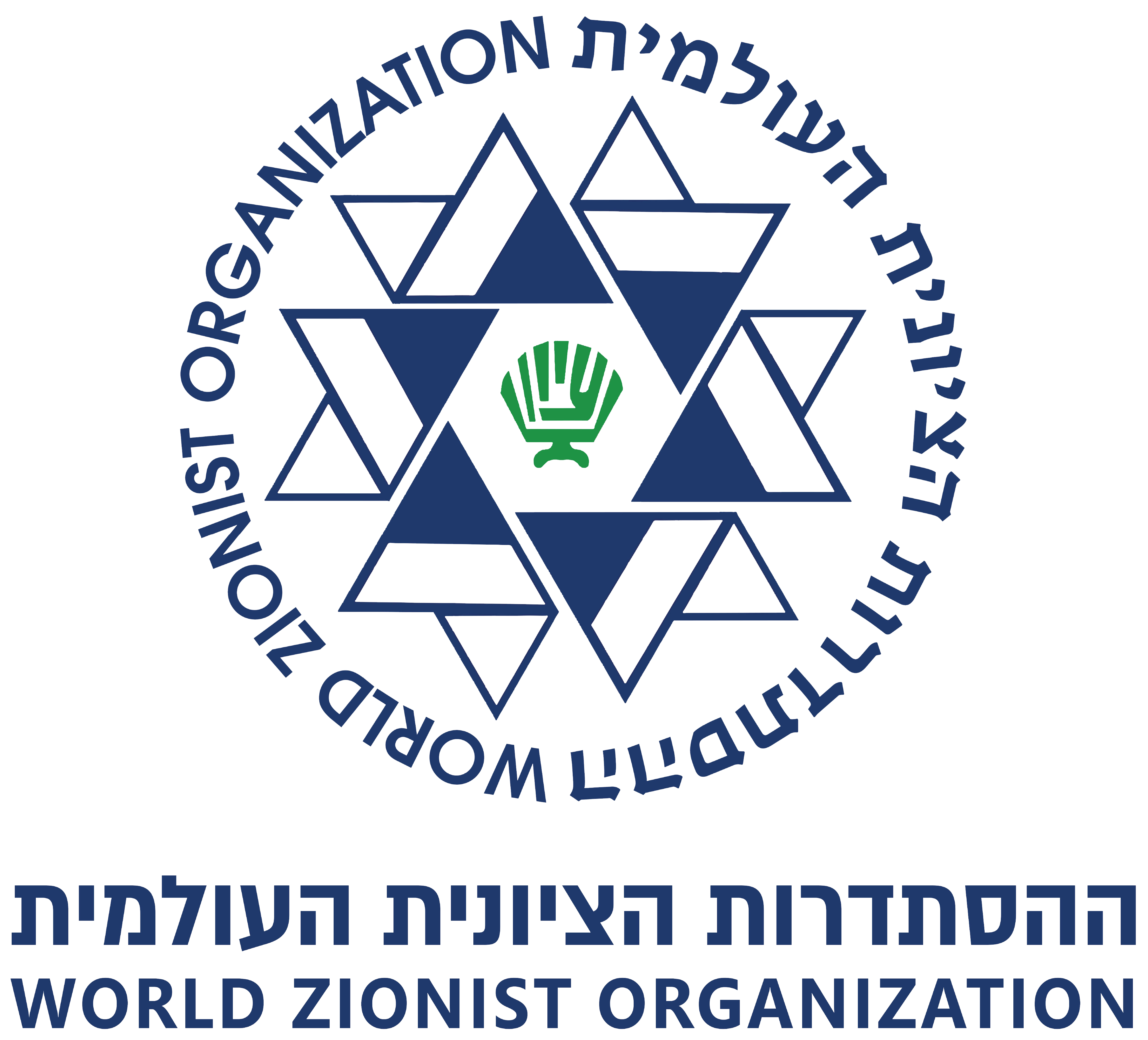
شعار المنظمة الصهيونية العالمية

انعقد المؤتمر الصهيوني العالمي الثاني Second World Zionist Congress (بالعبرية: הקונגרס הציוני השני) في بازل في سويسرا في 28 أغسطس 1898.  وكان الاجتماع الثاني للمنظمة الصهيونية. جمع المؤتمر الصهيوني العالمي مندوبين من جميع أنحاء العالم لجمع الأموال وحشد الدعم وإنشاء المؤسسات التي ستشكل يومًا ما الدولة اليهودية الحديثة المعروفة باسم إسرائيل، والتي تأسست عام 1948. اجتمع الكونغرس بشكل سنوي من عام 1897 إلى 1901 (بعد ذلك كان يجتمع كل عامين، باستثناء سنوات الحرب العالمية الثانية). كان التركيز الرئيسي للمؤتمر الثاني، كما حدده رئيسه ثيودور هرتزل، هو التعامل مع الجاليات اليهودية في الشتات وتشجيعهم على تبني الصهيونية السياسية.

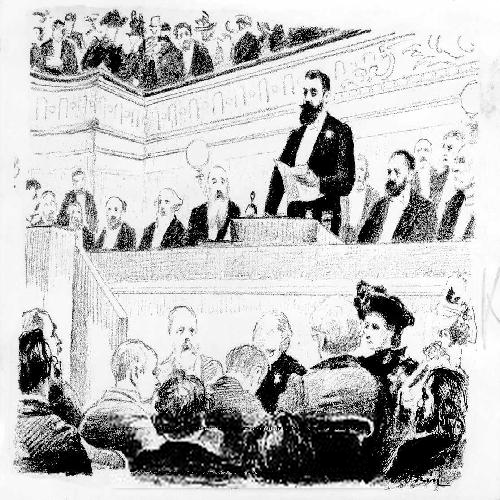
تيودور هرتزل يتحدث في الجلسة الافتتاحية للمؤتمر (رسم بقلم م. أوكين)

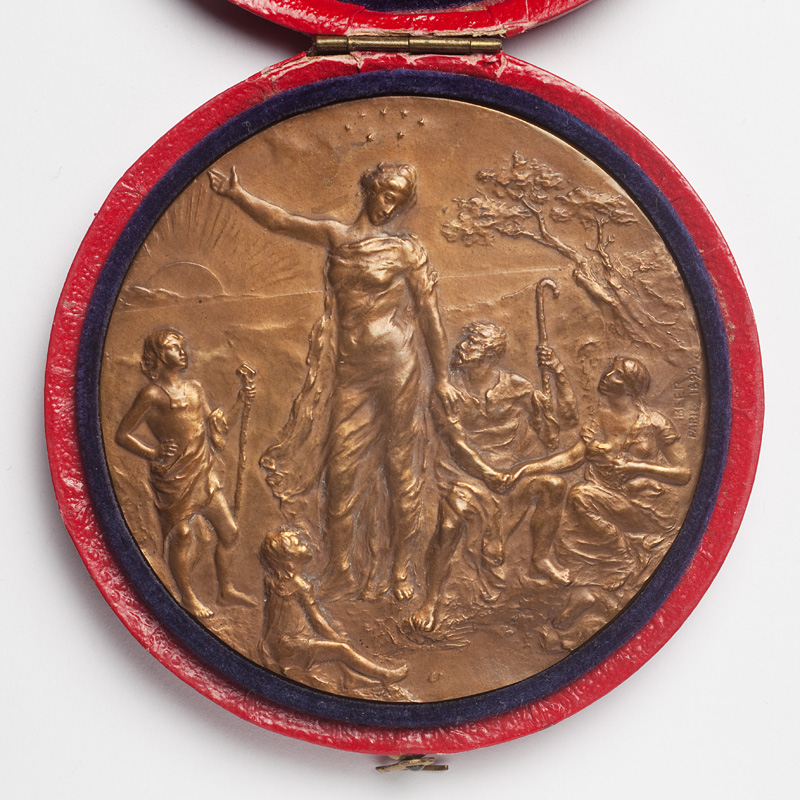
وسام المؤتمر الصهيوني الثاني عام 1898. ضمن مجموعة المتحف اليهودي في سويسرا.

أنشأ المؤتمر الذي استمر ثلاثة أيام صندوق الاستعمار اليهودي (الذي سمي فيما بعد بالبنك الأنجلو-فلسطيني ثم بنك لئومي)  الذي كان هدفه تمويل هجرة اليهود الناجحة إلى فلسطين، فضلاً عن إنشاء لجنة للثقافة.  ومن الأحداث البارزة الأخرى في المؤتمر تقديم نموذج أولي للعلم الإسرائيلي الحديث، ووصول أول مندوبي الصهيونية الاشتراكية إلى المؤتمر.

## تاريخه
اقترح ثيودور هرتزل، مؤسس الصهيونية السياسية، في كتيبه الصادر عام 1896 بعنوان "دولة اليهود" أن اليهود سيستمرون في مواجهة معاداة السامية في الشتات حتى يتمكنوا من الحصول على تقرير المصير في بلدهم المنشود.  بدأ الضغط من أجل إنشاء دولة يهودية، وشكل المنظمة الصهيونية العالمية (WZO) في عام 1897.  وفي أغسطس من ذلك العام، اجتمعت المنظمة في المؤتمر الصهيوني الأول. وهناك تقرر إنشاء الدولة اليهودية في منطقة فلسطين، التي كانت آنذاك تحت حكم الإمبراطورية العثمانية.  تم اختيار المنطقة لأنها كانت الأرض التاريخية لليهود القدماء قبل بداية الشتات اليهودي عام 70 م 

## جدول الأعمال
كان التركيز الرئيسي لثيودور هرتزل في المؤتمر الثاني هو مناقشة كيفية توليد المزيد من الدعم من الجاليات اليهودية في جميع أنحاء العالم للحركة الصهيونية. لا يمكن تشكيل دولة يهودية حديثة بدون دعم دولي كبير وعدد كبير من اليهود بما يكفي للحفاظ على الدولة.  وهذا من شأنه أن يستلزم هجرة واسعة النطاق لليهود من أوروبا وأمريكا إلى منطقة سوريا وفلسطين (أي منطقة المشرق (أو الشرق الأدنى)) لزراعة الأرض وإنشاء المؤسسات اللازمة لقيام الدولة.  ولذلك، خصص المؤتمر الثاني لإنشاء هذه المؤسسات ودعم المجتمعات الموجودة في المنطقة، وكذلك الضغط على المجتمعات اليهودية للحصول على الدعم. 
كان المؤتمر يدير برنامج مماثل لبرنامج المؤتمر الأول. بدأت الإجراءات بكلمات افتتاحية رسمية ألقاها الرئيس ونائبه، وتم إجراء التصويت لانتخاب أعضاء الفريق التنفيذي الجدد وأعضاء المجلس العام الصهيوني.  وفي الأيام التالية، قدم ممثلو المؤسسات الصهيونية من مختلف البلدان تقاريرهم، وأجري التصويت للتصديق على استنتاجاتهم.

### اليوم 1:28 أغسطس: الخطابات التمهيدية
بدأ المؤتمر بكلمة افتتاحية ألقاها ثيودور هرتزل. ودعا فيه أعضاء الشتات اليهودي إلى احتضان ودعم الصهيونية السياسية. وذكر في كلمته الافتتاحية أن ""نفس الأشخاص الذين يوبخوننا بأن الصهيونية تخلق حواجز جديدة بين البشرية، يجدون العيب فينا لتطلعنا إلى صداقة الصهاينة المسيحيين... سلطة " المجتمع الديني، والوسائل التي تأمر بها، والأشخاص الذين يشكلونها، يجب ألا تكون موجهة ضد تطلعات الناس … وبالتالي فإن هدفنا التالي هو غزو المجتمعات. وشدد أيضًا على الحاجة إلى تأمين قطعة أرض لإقامة الدولة، في إشارة واضحة إلى منطقة 'سوريا-فلسطين' ونقل عنه قوله: «إننا مستعدون لتحقيق إعادة إعمار اليهودية؛ لدينا كل شيء بوفرة، الرجال، المواد والخطط. ما نحتاجه هو التربة... لن ينكر أحد أن هناك علاقة غير قابلة للكسر بين شعبنا وهذه الأرض."
بعد خطاب ثيودور هرتزل الافتتاحي، ألقى نائب الرئيس ماكس نورداو خطابه وتم الإعلان عن الجدول الزمني للأيام الثلاثة المتبقية. بعد الإجراءات الشكلية في الخطابات الافتتاحية، أعلن متحدثون مختلفون من اللجان التي تم تشكيلها في المؤتمر الصهيوني الأول عن تقدمهم في العام السابق. وكانت أبرز التطورات أن 913 جمعية صهيونية تعمل حاليًا (في ذلك الوقت) في جميع أنحاء العالم، وقد جمعت خزانة المنظمات 60,000 فرنك لخزانة المنظمة الصهيونية العالمية.

### اليوم 2: 29 أغسطس: الاستعمار
كان التركيز الرئيسي لهذا اليوم هو مناقشة إمكانية "الاستعمار" لمنطقة فلسطين والبرامج المختلفة لنقل أعداد كبيرة من اليهود من أوروبا إلى الأرض الجديدة. تم إرسال ليو موتسكين من قبل هرتزل في العام السابق لتفقد مستعمرات المستوطنات اليهودية الموجودة بالفعل في المنطقة، وقدم تقريره مع توقعاته كيف سيبدو التقدم المستقبلي. كانت القضية الرئيسية التي واجهت المؤتمر فيما يتعلق باستعمار الأرض هو العدد الكبير من سكان القبائل العربية الذين يعيشون في المنطقة، حيث يبلغ عددهم 92% من سكان سوريا - فلسطين (المشرق أو الشرق الأدنى بحسب تعبيرهم). كان هناك إقرار بأن أي إبعاد للعرب من المنطقة يجب أن يتم برعاية دبلوماسية، حتى لا يتسبب في صراع مع الإمبراطورية العثمانية، الأحزاب العربية أو البريطانية. لم تتوصل المنظمة إلى نتيجة بشأن ما يجب فعله مع السكان العرب خلال المؤتمر الثاني.

### اليوم 3: 30 أغسطس: صندوق الاستعمار اليهودي ولجنة الثقافة
وفي اليوم الثالث أنشأ الصندوق الاستعماري اليهودي. أنشئ الصندوق بمبلغ 2 مليون جنيه إسترليني وأعطيت لجنته الخاصة التي كلفت بإنشاء فروع له في بلدانهم، ومقره الرئيسي في لندن، إنجلترا. وفي هذا اليوم حددوا أيضا أهداف الصندوق الخمسة للمنطقة العامة "فلسطين - سوريا":
1. الأول كان إنشاء العديد من شركات التأمين والشحن التي من شأنها أن تساعد في التعبئة المستقبلية للعمالة اليهودية.[15]
2. تقديم الدعم المالي للجمعيات الزراعية الصغيرة للتطوير.[15]
3. سينظم التجارة داخل وخارج الدولة الجديدة.[15]
4. تمويل الاستحواذ على البنية التحتية الرئيسية مثل الطرق والمناجم وأعمال الموانئ.[15]
5. من شأنه أن يسهل إنشاء بنوك منفصلة لكل من هذه المساعي.[15]

## المندوبون
تضاعف عدد الأعضاء منذ المؤتمر الأول عام 1897، حيث حضر 400 مندوب من النمسا وفرنسا وإنجلترا وروسيا وبروسيا وجمهورية الأرجنتين.  شهد المؤتمر الثاني الظهور الأول في المنظمة الصهيونية العالمية لعدد من الشخصيات التي ستصبح لاعبين أساسيين في تأسيس الدولة المنشودة في المستقبل، مثل حاييم وايزمن ومناحيم أوسيشكين.
| المندوب            | الصورة               | نوع الصهيونية                        | دوره السابق | دورة في المؤتمر                                                                                 |
| ------------------ | -------------------- | ------------------------------------ | --- | ----------------------------------------------------------------------------------------------- |
| تيودور هرتزل       |                      | صهيونية سياسية                       | كان هرتزل يهودي نمساوي مجري ويُعرف باسم "أبو الصهيونية السياسية" لأنه مسؤول عن تأسيس المنظمة الصهيونية العالمية والمؤتمر الصهيوني. توفي عام 1904 قبل أن يشهد تأسيس دولة إسرائيل، ولكن يتم الاحتفاء به في إسرائيل المعاصرة باعتباره صاحب الرؤية وراء وجود البلاد. | رئيس المؤتمر الصهيوني الثاني                                                                    |
| ماكس نورداو        |                      | صهيونية سياسية                       | شارك نورداو في تأسيس المنظمة الصهيونية العالمية مع هرتزل، وساعد في منح المؤتمر الشرعية والشهرة نظرًا لسمعته كصحفي ومفكر محترم. ودفع هرتسل إلى تأسيس المؤتمر، وذلك لدحض أولئك الذين زعموا أن الصهيونية ليست ديمقراطية.                                            | نائب رئيس المنظمة الصهيونية العالمية في عهد هرتزل.                                              |
| حاييم وايزمان      |                      | صهيونية سياسية                       | أصبح وايزمان شخصية صهيونية مهمة بعد أن ساعد في حملة التوقيع على وعد بلفور عام 1917. وأصبح فيما بعد رئيسًا للمنظمة الصهيونية العالمية في عام 1920، وكان أول رئيس لإسرائيل.                                                                                        | كان هذا المؤتمر أول حضور لوايزمان في مؤتمر صهيوني. ولم يتمكن من حضور المؤتمر الأول لصعوبة السفر |
| Menachem Ussishkin |                      | صهيونية اشتراكية والصهيونية الثقافية | كان أوسيشكين يهودي من بيلاروسيا شارك في حركة أحباء صهيون وكان متحالف بشكل وثيق مع أحاد هام. عام 1923 أصبح رئيسالصندوق القومي اليهودي ودعا إلى المزيد من استيطان الأراضي وزيادة عمليات الاستحواذ على الأراضي.                                                    | شغل منصب سكرتير المؤتمر الصهيوني الثاني                                                         |
| نحمان سيركين       | Nachman Syrkin, 1920 | صهيونية اشتراكية                     | كان سيركين من أوائل المطورين للصندوق القومي اليهودي وكان اشتراكيًا قويًا. وكان أول من اقترح مفهوم التسوية الجماعية (المعروفة فيما بعد باسم "الكيبوتز"). | كان زعيم الفصيل الصهيوني الاشتراكي في المؤتمر الصهيوني.                                         |

## نتائج المؤتمر

### التغييرات في تمثيل الكونغرس
في المؤتمر الثاني تم إجراء تعديلين مهمين على الهيئات التمثيلية: الأول هو السماح للنساء بأن يصبحن أعضاء وايضا الحق بالتصويت. كان القبول الرسمي للاشتراكيين في المؤتمر مهم لأنه تحدى معاداة الصهيونية المشاعر التي شعرت بها الجماعات الاشتراكية قبل عام 1898. في السابق، كان يُنظر إلى الصهيونية على أنها مناقضة للقضية الاشتراكية لأن هجرة اليهود إلى فلسطين ستؤدي إلى إخراج يهود الطبقة العاملة من الصراع الطبقي في مجتمعات البلدان المعنية. بالإضافة إلى ذلك، كان يُعتقد أنه إذا انتصرت الاشتراكية ، سيتم إلغاء جميع أشكال التمييز، بما في ذلك معاداة السامية، وستصبح الحاجة إلى دولة يهودية بالية. عندما حضر الصهاينة الاشتراكيون المؤتمر الثاني طالبوا بأن يحصل يهود الطبقة العاملة على تمثيل رسمي في المنظمة الصهيونية العالمية، وأن يتم أخذ مصالح الاشتراكية الدولية بعين الاعتبار. على الرغم من أنهم قوبلوا في البداية بمعارضة من قبل هرتزل الذي لم يرغب في إنشاء المزيد من الفصائل. في الجسم الصهيوني، تم قبولهم أخيرا في عام 1898.

### اعتماد العلم
تم تقديم نموذج أولي مبكر للعلم الإسرائيلي في العصر الحديث، وبالتالي تم اعتماده في اليوم الثالث من المؤتمر. تم تقديم العلم من قبل الحاخام جاكوب باروخ أسكويث. كان أسكوويث يهودي أمريكي أنشأه في عام 1891 لحركة صهيونية محلية في بوسطن تسمى "بني صهيون" ("أبناء صهيون")، حيث اكتسبت شعبية كعلم صهيوني. يتميز بخطين أزرقين على خلفية بيضاء مع نجمة داود في وسطها، وكلمة "صهيون" في منتصف النجمة. تم اعتماد التصميم من قبل هرتزل بعد ذلك قام بإزالة الكلمات وأضاف أسد قائم على رجليه الخلفيتين في وسط النجمة، مع سبعة نجوم مطبوعة في كل نقطة من نقاط النجمة. تحمل هذه النسخة من العلم تشابه كبير مع علم إسرائيل الحديث، وتم اعتمادها في المؤتمر الثاني. نظرًا لأصلها الأمريكي، تم اعتماد التصميم الأساسي في عام 1948 بسبب عدد اليهود الأمريكيين الذين صوتوا لصالحها عند إنشاء دولة إسرائيل الحديثة.

### لجنة الثقافة
تم إنشاء اللجنة في اليوم الأخير من المؤتمر بعد بعض الجدل. اقترح أوسكار مارمورك قائمة بأعضاء اللجنة، لكن نحمان سيركين رفضها بسبب وجود تمثيل زائد للحاخامات الأرثوذكس في القائمة المقترحة. وتلا ذلك نقاش ولكن تم قبول القائمة بالرغم من ذلك. ارتكزت أهداف اللجنة على تقرير ليو موتسكين حول زيارته لفلسطين. كشف تقرير موتسكين عن محاولات لنطق اللغة العبرية الحديثة، وتقرر أن تدعم المنظمة الصهيونية العالمية إحياء اللغة العبرية والأدب اللاحق، بالإضافة إلى تركيز الموارد على إنشاء مؤسسة "الثقافة الصهيونية" في المستوطنات الجديدة. وسيشمل ذلك إنشاء المزيد من المدارس وتوسيع المدارس الموجودة في يافا.

## المعارضة
وعلى الرغم من تضاعف حجم المؤتمر، إلا أنه كان لا يزال هناك معارضة كبيرة في المجتمعات اليهودية في جميع أنحاء العالم لمنظمة الصهيونية العالمية وأهدافها. جاءت المعارضة من مختلف الفصائل اليهودية. كان أبرز المعارضين آشر غينسبيرغ (المعروف أكثر باسم " آحاد هعام ") الذي حضر المؤتمر الأول عام 1897 لكنه رفض حضور المؤتمر الثاني. كان يعتقد أن هرتزل لم يفهم محنة يهود أوروبا الشرقية، الذين أنشأوا بالفعل مستوطنات يهودية في فلسطين بعد موجة من المذابح المعادية لليهود في عام 1881 تحت شعار " أحباء صهيون " أو "عشاق صهيون".  وبناء عليه، كان هرتزل "غربيًا" للغاية، وبالتالي لم يكن لديه السلطة للتدخل في أعمال أحباء صهيون أو إرشادهم حول كيفية تنمية مستوطناتهم.  كما رأى آشر غينسبيرغ أن المؤتمر غير مجدي، حيث لا يمكن إنشاء دولة يهودية حتى يكون هناك عدد كبير من اليهود المستعدين للعيش وزراعة منطقة فلسطين. وذكر أن جهود المنظمة الصهيونية العالمية لم تكن فعالة حتى أصبح هناك 10.000 يهودي يعيشون ويزرعون في فلسطين 

## الروابط الخارجية
- المحضر الرسمي للمؤتمر الصهيوني الثاني (الألمانية)

## الفهرس
- Atmaca، Ayşe Ömür (15 يوليو 2016). "Roots of Labor Zionism: Israel as the New Land of Socialist Ideas?". Ortadoğu Etütleri. ج. 4 ع. 1: 165–192. بروكويست 1510109578. مؤرشف من الأصل في 2024-12-23. {{استشهاد بدورية محكمة}}: templatestyles stripmarker في |المعرف= في مكان 1 (مساعدة)
- Berenbaum، Michael؛ Skolnik، Fred، المحررون (2007). Encyclopaedia Judaica (ط. 2nd). Macmillan Reference USA. ج. 19. ص. 398–400.
- Getzel، Kressel (2007). "Zionist Congresses". Encyclopedia Judaica. ص. 627–636.
- Goldstein، Yossi (2010). "Eastern Jews vs. Western Jews: the Ahad Ha'am-Herzl dispute and its cultural and social implications". Jewish History. ج. 24 ع. 3/4: 355–377. DOI:10.1007/s10835-010-9119-6. JSTOR:40864858. S2CID:154798556.
- Kerr، Anne؛ Wright، Edmund، المحررون (2015). "Zionism". A Dictionary of World History. Oxford University Press. ISBN:978-0-19-968569-1.
- McCarthy، Caleb (2012). "Palestine". Encyclopedia of Global Religion. DOI:10.4135/9781412997898.n551. ISBN:9780761927297.
- Mendes، H. Pereira (1898). "The Zionist Conference at Basle". The North American Review. ج. 167 ع. 504: 625–628. JSTOR:25119100.
- Heymann، Michael (سبتمبر 1995). "Max Nordau at the early Zionist Congresses, 1897–1905". Journal of Israeli History. ج. 16 ع. 3: 245–256. DOI:10.1080/13531049508576065.
- "How Israel can trace its flag's roots to Boston". The Jerusalem Post. 16 ديسمبر 2016. مؤرشف من الأصل في 2024-09-08.
- Rinott، Moshe (مارس 1984). "Religion and education: The cultural question and the Zionist movement, 1897–1913". Studies in Zionism. ج. 5 ع. 1: 1–17. DOI:10.1080/13531048408575851.
- Levy، Nissim (28 نوفمبر 2019). "Theodor Herzl: From vision to reality". The Jerusalem Post. مؤرشف من الأصل في 2024-12-23.
- Schulman، Jason (2003). "The Life and Death of Socialist Zionism". New Politics. ج. 9 ع. 3: 127. بروكويست 194909346. {{استشهاد بدورية محكمة}}: templatestyles stripmarker في |المعرف= في مكان 1 (مساعدة)
- "The Second Zionist Congress Convenes". (2019). Retrieved from https://israeled.org/second-zionist-congress-convenes/
- "Jewish Colonial Trust". (2019). Retrieved from https://www.jewishvirtuallibrary.org/jewish-colonial-trust
- "First Zionist Congress & Basel Program (1897)". (2019). Retrieved from https://www.jewishvirtuallibrary.org/first-zionist-congress-and-basel-program-1897

## أنظر أيضا
- أنواع الصهيونية
- المنظمة الصهيونية العالمية
- تيودور هرتزل
- تاريخ الصهيونية
- المؤتمر الصهيوني الأول
- المؤتمر الصهيوني السادس